# Trojandowe
Trojandowe (ukr. Трояндове, do 2016 Kirowe, ukr. Кірове) – wieś na Ukrainie, w obwodzie odeskim, w rejonie odeskim. W 2001 liczyła 1623 mieszkańców, wśród których 1490 wskazało jako ojczysty język ukraiński, 124 rosyjski, 7 mołdawski, 1 bułgarski, 2 białoruski, a 2 inny.